# Yonkers
Yonkers é uma cidade localizada no estado americano de Nova Iorque, no Condado de Westchester. Foi fundada em 1646 e incorporada em 1872. 

## Geografia
De acordo com o United States Census Bureau, a cidade tem uma área de 52,5 km², dos quais 46,6 km² estão cobertos por terra e 5,9 km² por água.

## Demografia
Segundo o censo nacional de 2010, a sua população é de 195 976 habitantes e sua densidade populacional é de 3 729,3 hab/km². É a quarta cidade mais populosa do estado. Possui 80 389 residências que resulta em uma densidade de 1 723,4 residências/km².

## Personalidades
- Steven Tyler, vocalista da banda Aerosmith
- Alec Jon Such (1951-2022), ex-baixista da banda Bon Jovi
- Mary J. Blige, cantora, compositora e atriz
- Jadakiss, rapper
- Styles P, rapper
- John Howard Northrop (1891-1987), prémio Nobel da Química de 1946

## Marcos históricos
O Registro Nacional de Lugares Históricos lista 28 marcos históricos em Yonkers, dos quais 2 são Marco Histórico Nacional. O primeiro marco foi designado em 15 de outubro de 1966 e o mais recente em 12 de fevereiro de 2021, o New York Central & Hudson River Railroad Power Station.